# Акпановка
Акпановка — упразднённый аул в Карасукском районе Новосибирской области России. Располагался на территории современного Октябрьского сельсовета. Упразднён в 1971 году.

## География
Располагался в 7 километрах к северо-западу от села Октябрьское, на левом берегу реки Карасук.

## История
В 1928 году аул Акпановский состоял из 97 хозяйств. Центр Акпановского сельсовета Андреевского района Славгородского округа Сибирского края.
Упразднён в 1971 г

## Население
В 1926 году в ауле проживало 453 человека (237 мужчин и 216 женщин), основное население — киргизы (старое название казахов).